# 基利安·雅凯
基利安·雅凯（Kyrian Jacquet，2001年5月11日—），法国男子网球运动员。截至2024年9月，雅凯在ATP挑战巡回赛和ITF男子世界网球巡回赛上各有1个单打冠军。
在2020年雷恩挑战赛，雅凯获得了一张单打外卡并进入了八强。雅凯在2020年法国网球公开赛上首次亮相大满贯，他收获了一张双打外卡。2021年6月，雅凯在ITF巡回赛芬兰赫尔辛基站赢得了他的第一个职业赛事冠军。
2023年6月，雅凯在法国布卢瓦网球国际赛打进了他的第一个挑战赛单打决赛。并在10月赢得了首个挑战赛单打冠军，他作为资格赛选手在奥尔比亚挑战赛决赛击败了弗拉维奥·科博利。
2024年8月，排名第208位的雅凯首次在美国网球公开赛上通过资格赛进入大满贯单打正赛，在第一轮比赛中输给了9号种子格里戈尔·迪米特罗夫。